# 2221 Хілтон
2221 Хілтон (2221 Chilton) — астероїд головного поясу, відкритий 25 серпня 1976 року.
Тіссеранів параметр щодо Юпітера — 3,366.